# Javiera Gómez
Javiera Belén Gómez Barrera (Valdivia, 26 de junio de 2002) es una ajedrecista chilena. Desde 2017 posee el título de Maestra Internacional Femenina de la FIDE. Ha sido dos veces campeona nacional femenina de ajedrez.

## Biografía
Comenzó a jugar ajedrez a los cinco años, en el taller de ajedrez del colegio Domus Mater en Valdivia. Su hermano menor, Gonzalo, también es ajedrecista.
En 2013 participó en el Festival Sudamericano de la Juventud organizado en Cochabamba, Bolivia, donde fue campeona en la categoría femenina sub-12. Con ese triunfo obtuvo, además, el título Maestra FIDE Femenina (WFM). Al año siguiente fue campeona sudamericana escolar sub-14 en Brasil y campeona panamericana sub-12 en México. En noviembre de 2016 ganó el Campeonato Sudamericano Juvenil en la ciudad de Paramaribo, Surinam, dentro de la categoría femenina sub-20, lo que le permitió también obtener el título de Maestra Internacional Femenina de la Federación Internacional de Ajedrez (FIDE).
Ha representado cuatro veces a Chile en las Olimpiadas de ajedrez, en las ediciones de Bakú 2016, Batumi 2018, Chennai 2022 y Budapest 2024. En 2021 participó en la edición inaugural femenina de la Copa del Mundo de Ajedrez en Sochi, Rusia.
Fue seleccionada por el periódico El Mercurio y la Universidad Adolfo Ibáñez entre los "100 jóvenes líderes de Chile" de 2020.
Ha sido dos veces campeona nacional femenina de ajedrez, en 2020 y 2022. En 2023 decidió no defender su título de campeona nacional femenina para tratar de clasificar a la final absoluta de dicho torneo. Al lograrlo, se convirtió en la primera mujer en 40 años que participaba en esa instancia. Quedó en el cuarto lugar de la final, la que fue ganada por Pablo Salinas Herrera.